# Lushui (köpinghuvudort i Kina, Hunan Sheng, lat 26,96, long 113,56)
Lushui (kinesiska: 潞水, 竹子山, 潞水镇) är en köpinghuvudort i Kina. Den ligger i provinsen Hunan, i den södra delen av landet, omkring 150 kilometer sydost om provinshuvudstaden Changsha. Antalet invånare är 23 224. Befolkningen består av 11 390 kvinnor och 11 834 män. Barn under 15 år utgör 17,0 %, vuxna 15-64 år 74 %, och äldre över 65 år 7,0 %.
Runt Lushui är det ganska tätbefolkat, med 179 invånare per kvadratkilometer. Närmaste större samhälle är Youxian Chengguanzhen, 19,6 km väster om Lushui. I omgivningarna runt Lushui växer i huvudsak blandskog.
Genomsnittlig årsnederbörd är 1 971 millimeter. Den regnigaste månaden är maj, med i genomsnitt 295 mm nederbörd, och den torraste är oktober, med 26 mm nederbörd.